# 중입자 음향 진동
우주론에서 중입자 음향 진동(영어: Baryon acoustic oscillations, BAO)은 우주의 중입자 물질의 밀도의 변동으로, 초기 우주의 원시 플라스마에서의 음향 밀도파에 의한 것이다. 초신성이 천문 관측을 위한 "표준 촉광"을 제공하는 것과 같은 방식으로 BAO 물질 클러스터링은 우주론에서의 길이 척도에 대한 "표준 잣대"를 제공한다. 이 표준 잣대의 길이는 플라즈마가 중성원자로 되는 (재결합의 시대)로 냉각되기 전에 원시 플라즈마 내에서 음향이 이동할 수 있는 최대 거리로 주어지는데, 이로써플라즈마 밀도 파동의 전파를 중단시켜서 이것이 제자리에 "고정"시킨다. 이 표준 잣대의 길이(오늘날 우주에서 약 4억 9,000만 광년 )은 천문 측량을 사용하여 물질의 대규모 구조를 관찰함으로써 측정할 수 있다. BAO측정은 우주론적 매개변수 값을 제한함으로써 우주론자들이 우주의 가속 팽창을 야기하는 암흑 에너지의 본질에 대해 더 많이 이해하는 데 도움이 된다.

## 초기 우주
초기 우주는 전자와 바리온 (양성자와 중성자를 포함)의 고온 고밀도의  플라즈마로 구성되었다. 이 우주를 진행하는 광자 (가벼운 입자)는 톰슨 산란을 통해 플라즈마와 상호 작용할 때까지 본질적으로 갇힌 상태여서 먼 거리를 이동할 수 없다. 광자가 플라즈마와 상호작용하기 전에 이동할 수 있는 평균 거리는 광자의 평균 자유 경로라고 한다. 우주가 팽창함에 따라 플라즈마는 3000K 이하로 냉각되었다. 이는 플라즈마의 전자와 양성자가 결합하여 중성 수소 원자를 형성할 수 있을 만큼 충분히 낮은 에너지이다. 이 재결합은 우주의 나이가 약 379,000년이었을 때 (또는 적색편이 z = 1089일 때) 일어났다. 광자는 중성 물질과 훨씬 적은 수준으로 상호 작용하므로, 재결합 시에 우주는 광자에게 투명해져서 광자가 물질에서 분리되어 우주를 통해 자유 유동이 가능하게 되었다. 우주 마이크로파 배경 (CMB) 복사는 재결합 후에 방출된 빛이다. 적색편이 때문에 이제 우리는 그것을 하늘 전체에서 전파의 형태로 망원경으로 관측한다. 따라서 예를 들어 윌킨슨 마이크로파 비등방성 탐색기 (WMAP) 데이터를 보는 것은 기본적으로 시간을 거슬러 올라가서 우주 나이가 379,000년일 때의 우주의 이미지를 보는 것이다.

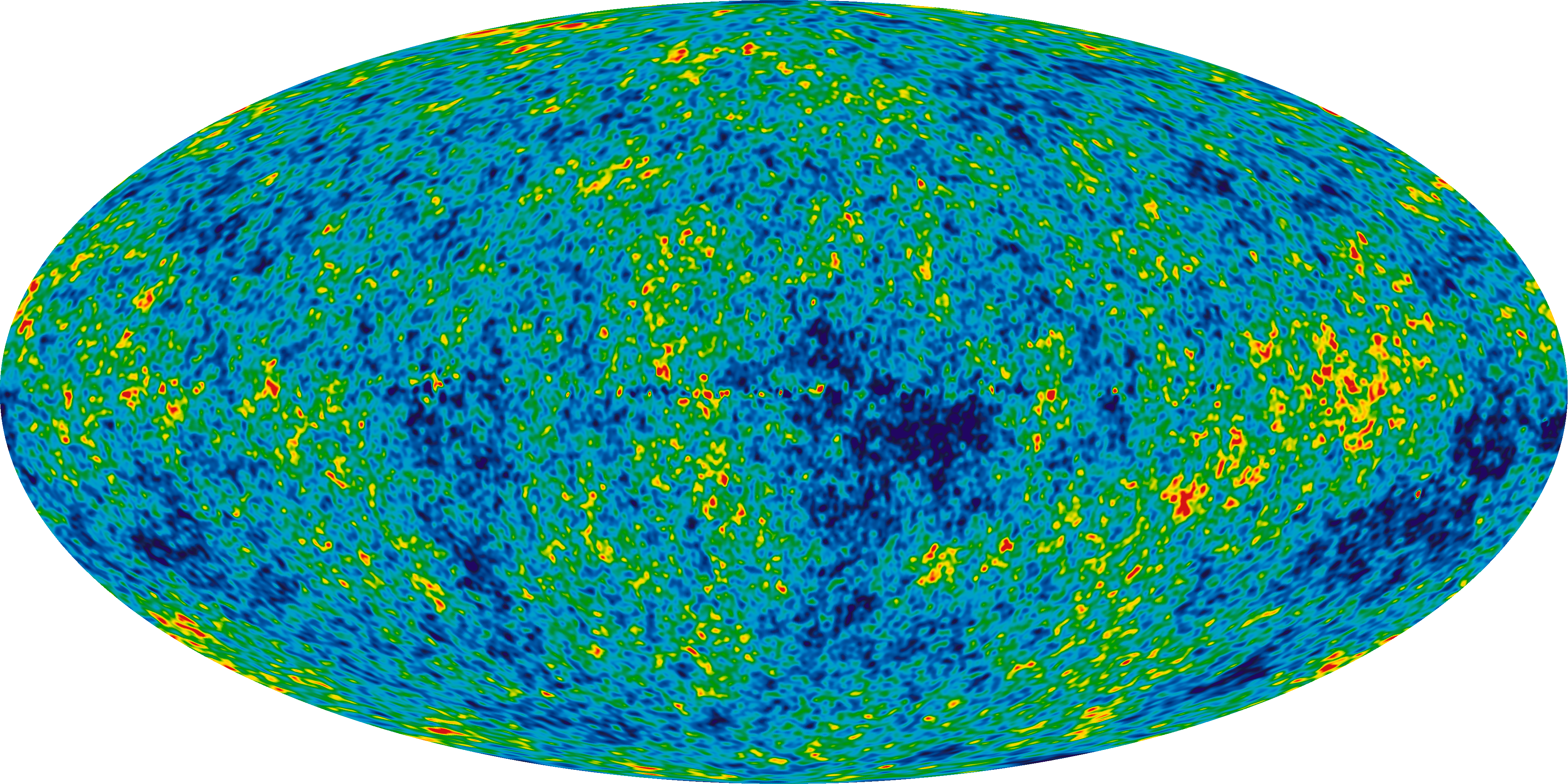
그림 1: 9년 WMAP 데이터(2012)를 기반으로 한 CMB의 온도 이방성.

WMAP은 밀도의 이방성이 10ppm인 매끄럽고 균일한 우주를 나타낸다(그림 1). 그러나 현재 우주에는 큰 구조와 밀도 변동이 있다. 예를 들어, 은하들은 우주의 평균 밀도보다 백만 배 더 밀도가 높다. 현재의 믿음은 우주가 상향식 방식으로 건설되었다는 것인데, 이는 초기 우주의 작은 이방성이 오늘날 관찰되는 구조의 중력 씨앗으로 작용했다는 것을 의미한다. 조밀한 영역은 더 많은 물질을 끌어당기는 반면 덜 조밀한 영역은 덜 끌어당기므로 CMB에서 볼 수 있는 이러한 작은 이방성이 오늘날 우주의 대규모 구조가 되었다.

## 우주 음향
원시 플라즈마의 과도 밀도 영역을 상상해 보면, 이 과잉 밀도 영역은 중력적으로 물질을 끌어당기는 반면 광자-물질 상호 작용의 열은 많은 양의 외부 압력을 생성한다. 중력과 압력의 이러한 반작용력에 의하여 진동이 생성되었는데, 이는 압력 차이에 의해 공기에서 생성된 음파와 유사하다.
이 과밀한 영역은 암흑 물질, 중입자 및 광자를 포함한다. 압력으로 인해 바리온과 광자의 구형의 음파가 과잉 밀도에서 바깥쪽으로 광속의 반을 약간 넘는 속도로 전파된다. 암흑 물질은 중력으로만 상호 작용하므로 과밀도의 근원인 음파의 중심에 머물러 있다. 분리 시점 이전에 광자와 바리온은 함께 바깥쪽으로 이동했다. 그러다가 광자와 바리온이 분리된 이후에는 광자는 더 이상 중입자 물질과 상호 작용하지 않고 확산되었다. 그것은 시스템에 대한 압력을 완화하여 중입자 물질의 껍질을 남겼다. 서로 다른 음파 파장을 나타내는 모든 껍질 가운데 공진 껍질은 광자가 분리되기 전에 모든 과밀도에 대해 동일한 거리를 이동하기 때문에 첫 번째 껍질에 해당한다. 이 반경을 종종 음향의 지평선이라고 한다. 시스템을 바깥쪽으로 밀어내는 빛-중입자 압력이 없으면 중입자에 남은 유일한 힘은 중력이었다. 따라서 바리온과 암흑 물질(섭동의 중심에 남겨진)은 이방성의 원래 위치와 해당 이방성의 음향 지평선에 있는 껍질 모두에서 물질의 과밀도를 포함하는 구조를 만들었다.
이러한 이방성은 결국 은하를 형성할 물질 밀도의 파동(ripples)이 되었다. 따라서 다른 길이 척도보다 음향의 지평선 거리 척도로 분리된 은하계 쌍의 수가 더 많을 것으로 예상된다. 이러한 물질의 특별한 구성은 초기 우주의 모든 이방성에서 각각 발생했다. 따라서 우주에는 하나의 음파만 있는 것이 아니고 많은 파동이 겹쳐 있다. 비유로, 연못에 많은 자갈을 떨어뜨리고 물에서 결과적인 파도 패턴을 관찰한다고 상상해 보라. 음향 지평선 척도에서 선호하는 은하의 분리를 눈으로 관찰하는 것은 불가능하지만 많은 수의 은하의 분리를 관찰함으로써 이러한 인위적 효과를 통계적으로 측정할 수 있다.

## 표준 잣대
초기 우주에서 중입자파가 전파되는 물리학은 매우 간단하다. 그 결과 우주론자들은 재결합할 때 음향의 지평선의 크기를 예측할 수 있다. 또한 CMB는 이 스케일의 측정값을 높은 정확도로 제공한다. 그러나 재결합과 현재 사이의 시간 동안 우주는 팽창했다. 이 확장은 관측에 의해 잘 뒷받침되며 빅뱅 모델의 기초 중 하나이다. 1990년대 후반에 초신성에 의한 관측에 의해 우주가 팽창하고 있을 뿐만 아니라 점점 더 빠른 속도로 팽창하고 있음을 확인했다. 우주의 가속 또는 암흑 에너지에 대한 더 깊은 이해는 오늘날 우주론에서 가장 중요한 질문 중 하나가 되었다. 암흑에너지의 성질을 이해하기 위해서는 가속도를 측정하는 다양한 방법을 갖는 것이 중요하다. 오늘날 은하 클러스터링을 사용하여 관측하는 음향 지평선과 CMB를 이용하여 관측하는 재결합 당시의 음향 지평선을 비교함으로써, BAO는 이 가속도에 대한 지식을 추가할 수 있다. 따라서 BAO는 이 가속도의 특성을 더 잘 이해할 수 있는, 초신성 기술과 완전히 별개인 측정 수단을 제공한다.

## 슬론 디지털 전천 관측에서의 BAO 신호
슬론 디지털 전천탐사(SDSS)는 뉴멕시코 주의 아파치 포인트 천문대(Apache Point Observatory)에 있는 전용 2.5 미터 광각 SDSS 광학 망원경을 사용하는 다중 스펙트럼 이미징 및 분광 적색편이에 대한 주요 측량이다. 5년에 걸친 이 조사의 목표는 수백만 개의 천체에 대한 이미지와 스펙트럼을 촬영하는 것이다.  SDSS 데이터를 종합하면 가까운 우주에 있는 객체의 3차원 지도인 SDSS 카탈로그가 생성된다. SDSS 카탈로그는 예측된 음향 지평선 거리로 분리된 은하의 통계적으로 유의미한 과잉이 있는지 여부를 기록함으로써 BAO 신호를 검색할 수 있을 만큼 충분히 넓은 우주 부분의 물질 분포에 대한 그림을 제공한다.
SDSS 팀은 46,748개의 발광 적색 은하(LRG), 3,816제곱도 이상의 하늘( 직경 약 50억 광년 ) 및 z = 0.47 의 적색 편이를 관찰했다. 그들은 데이터에 대한 2점 상관 함수를 계산하여 이 은하들의 클러스터링을 분석했다. 상관 함수 (ξ)는 은하의 공변 이격 거리 (S) 의 함수로 하나의 은하가 다른 은하의 일정 거리 내에서 발견 될 가능성을 나타낸다.
은하 형성의 덩어리진 특성으로 인해 작은 분리 거리에서는 높은 상관 관계를, 큰 분리 거리에서는 낮은 상관 관계를 예상할 수 있다. BAO 신호는 음향의 지평선과 같은 분리 거리에서 상관 함수의 범프로 나타난다. 이 신호는 2005년에 SDSS 팀에 의해 감지되었다. SDSS에서는 음향 지평선이 현재의 우주에서 약 150 메가파섹이라는 WMAP의 결과를 확증하였다.

## 기타 은하계 조사에서의 탐지
2dFGRS 협력과 SDSS 협력은 2005년 거의 같은 시기에 파워 스펙트럼에서 BAO 신호의 검출을 보고했다. 천문학계에서는 두팀 모두 이 발견을 한 것으로 인정하고 있는데 이는 2014년 천문학 부문의 쇼상이 이들 두 그룹에게 수여한 것으로 알 수 있다. 이후로도 추가적인 관측이 2011년의 6dF Galaxy Survey(6dFGS), 2011년의 WiggleZ, 2012년의 BOSS에서 추가적으로 보고되었다.

## 암흑 에너지 형식주의

### 암흑 에너지 매개변수에 대한 BAO의 제약
방사방향 및 횡방향의 BAO는 각각 허블 매개변수 및 각지름 거리의 측정값을 제공한다. 각지름 거리와 허블 매개변수는 암흑 에너지 거동을 설명하는 다양한 기능을 포함할 수 있다. 이 함수에는 두 개의 매개변수 w 0 및 w 1 이 있는데 이를 카이제곱 기법으로 제한할 수 있다.

### 일반 상대성 이론과 암흑 에너지
일반 상대성 이론에서 우주의 팽창은 적색편이와 관련되는 축척 계수 {\displaystyle a(t)}에 의하여 매개변수화된다.
{\displaystyle a(t)\equiv (1+z(t))^{-1}\!}
허블 매개변수, {\displaystyle H(z)}는 축척 계수 측면에서 다음과 같다.
{\displaystyle H(t)\equiv {\frac {\dot {a}}{a}}\!}
여기서,  {\displaystyle {\dot {a}}}는 축척 계수의 시간 도함수이다. 프리드만 방정식은 우주의 팽창을 뉴턴의 중력 상수, {\displaystyle G}, 평균 게이지 압력, {\displaystyle p}, 우주의 밀도 {\displaystyle \rho \!}, 곡률, {\displaystyle k}, 그리고 우주 상수, {\displaystyle \Lambda \!} 로 표현한다:
{\displaystyle H^{2}=\left({\frac {\dot {a}}{a}}\right)^{2}={\frac {8\pi G}{3}}\rho -{\frac {kc^{2}}{a^{2}}}+{\frac {\Lambda c^{2}}{3}}}
{\displaystyle {\dot {H}}+H^{2}={\frac {\ddot {a}}{a}}=-{\frac {4\pi G}{3}}\left(\rho +{\frac {3p}{c^{2}}}\right)+{\frac {\Lambda c^{2}}{3}}}
우주의 가속에 대한 관측 증거에 의하면 (현재) {\displaystyle {\ddot {a}}>0} 임을 암시한다. 따라서 다음과 같은 설명이 가능하다.
- 우주는 상태 방정식과 같은 음압을 갖는 일부 필드 또는 입자에 의해 지배된다.

{\displaystyle w={\frac {p}{\rho }}<-1/3\!}
- 0이 아닌 우주 상수, {\displaystyle \Lambda \!} 가 있다.
- 프리드만 방정식은 일반 상대론적 장방정식을 더 쉽게 계산할 수 있도록 지나치게 단순화한 내용을 포함하고 있기 때문에 올바르지 않다.

이러한 시나리오를 구별하기 위해서는 적색편이의 함수로서 허블 매개변수의 정확한 측정이 필요하다.

### 암흑 에너지의 측정된 관측물
우주의 다양한 성분, {\displaystyle x}의 밀도 매개변수, {\displaystyle \Omega \!}, 는 {\displaystyle x}의 밀도와 임계 밀도, {\displaystyle \rho _{c}\!} 의 비값으로 표현될 수 있다:
{\displaystyle \rho _{c}={\frac {3H^{2}}{8\pi G}}}
{\displaystyle \Omega _{x}\equiv {\frac {\rho _{x}}{\rho _{c}}}={\frac {8\pi G\rho _{x}}{3H^{2}}}}
Friedman 방정식은 밀도 매개변수로 다시 작성할 수 있다. 현재 우세한 우주 모델인 ΛCDM의 경우 이 방정식은 다음과 같다.
{\displaystyle H^{2}(a)=\left({\frac {\dot {a}}{a}}\right)^{2}=H_{0}^{2}\left[\Omega _{m}a^{-3}+\Omega _{r}a^{-4}+\Omega _{k}a^{-2}+\Omega _{\Lambda }a^{-3(1+w)}\right]}
여기서 m은 물질, r은 복사, k는 곡률, Λ는 암흑 에너지, w는 상태 방정식이다. WMAP에 의한 CMB 측정은 이러한 다수이 매개변수에 엄격한 제약을 가하고 있지만, 다른 체계를 가진 독립적인 방법을 사용하여 확인하고 추가로 제한하는 것이 중요하다.
BAO 신호는 표준 잣대로 음향 지평선의 길이가 우주 시간의 함수로 측정될 수 있다. 이것은 두 개의 우주적 거리 즉, 허블 매개변수 {\displaystyle H(z)} 및  적색편이 {\displaystyle (z)}의 함수로서의 각지름 거리 {\displaystyle d_{A}(z)}를 측정한다. {\displaystyle \Delta \chi }의 길이에 의하여 측정되는 각도 {\displaystyle \Delta \theta }를 측정하면, 이러한 매개변수는 다음과 같이 결정된다.
{\displaystyle \Delta \theta ={\frac {\Delta \chi }{d_{A}(z)}}\!}
{\displaystyle d_{A}(z)\propto \int _{0}^{z}{\frac {dz'}{H(z')}}\!}
적색편이 간격 {\displaystyle \Delta z}는 데이터에서 측정할 수 있으며 따라서 허블 매개변수를 아래와 같이 적색편이의 함수로 결정할 수 있다.
{\displaystyle c\Delta z=H(z)\Delta \chi \!}
따라서 BAO 기술은 우주론적 매개변수를 제한하고 암흑 에너지의 본질에 대한 추가 통찰력을 제공하는 데 도움이 된다.

## 같이 보기
- 중입자 진동 분광 조사
- 빙고 (망원경)
- 유클리드 (우주선)